# Заканале (Свентокшиське воєводство)
Заканале (пол. Zakanale) — село в Польщі, у гміні Броди Стараховицького повіту Свентокшиського воєводства.
У 1975-1998 роках село належало до Келецького воєводства.